# Bartolomeo Colleoni
Bartolomeo Colleoni (Solza c. 1395/1400- Castillo de Malpaga (Cavernago), 2 de noviembre de 1475) fue un mercenario (condotiero) italiano del siglo XV.

## Origen familiar

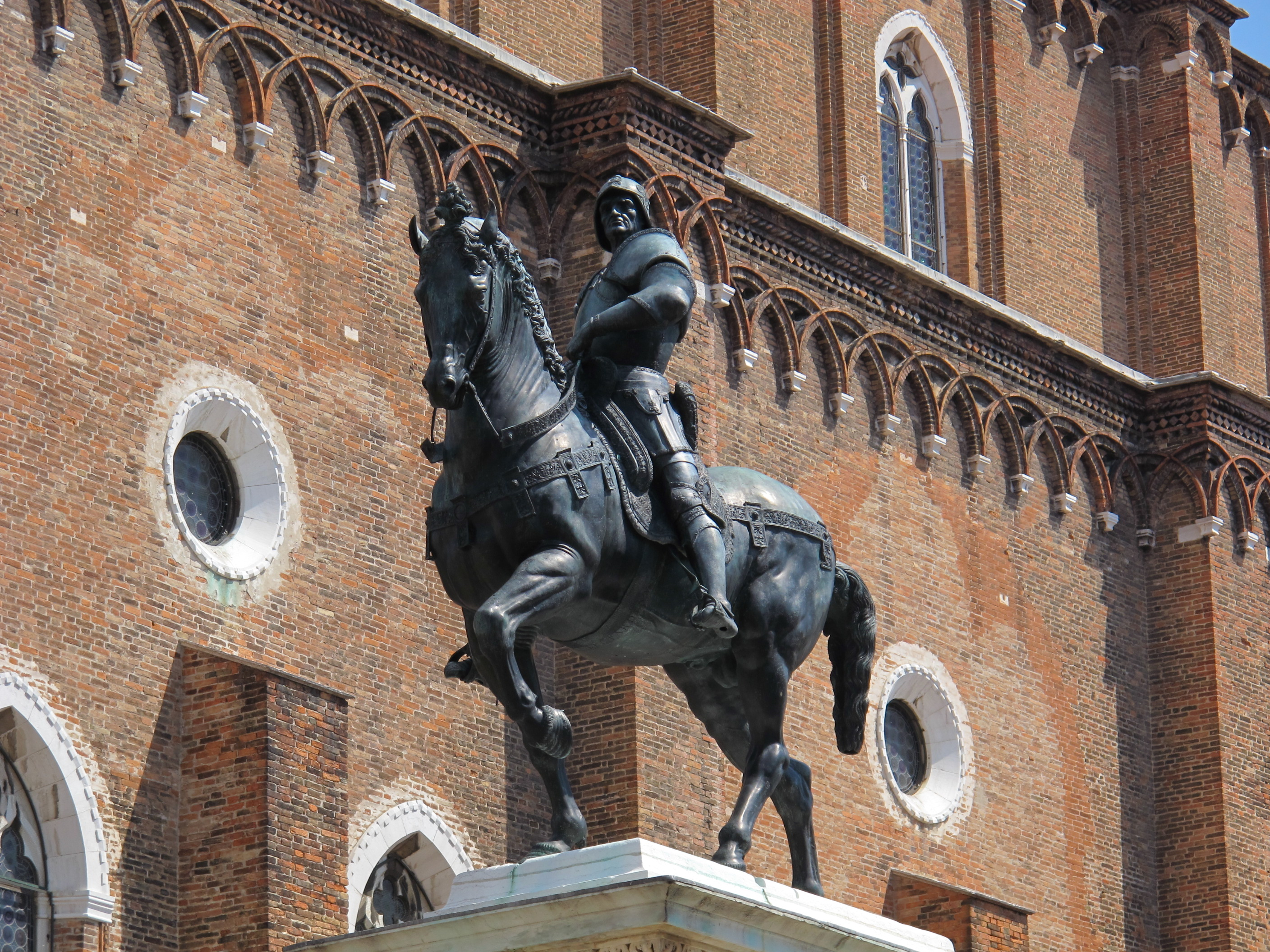
Verrocchio: Estatua ecuestre de Bartolomeo Colleoni en Venecia

Fuentes contemporáneas aseguran que murió a la edad de 80 años, lo que llevaría a afirmar que su año de nacimiento fue 1395. Su biógrafo oficial, Antonio Cornazzano, indicaba que nació en el año 1400. No obstante, esa fecha pudo ser elegida por el propio Colleoni, ya que ese año fue considerado un año jubilar cargado de valores simbólicos y muy acorde para ser incorporado a la biografía oficial de un personaje de su talla.

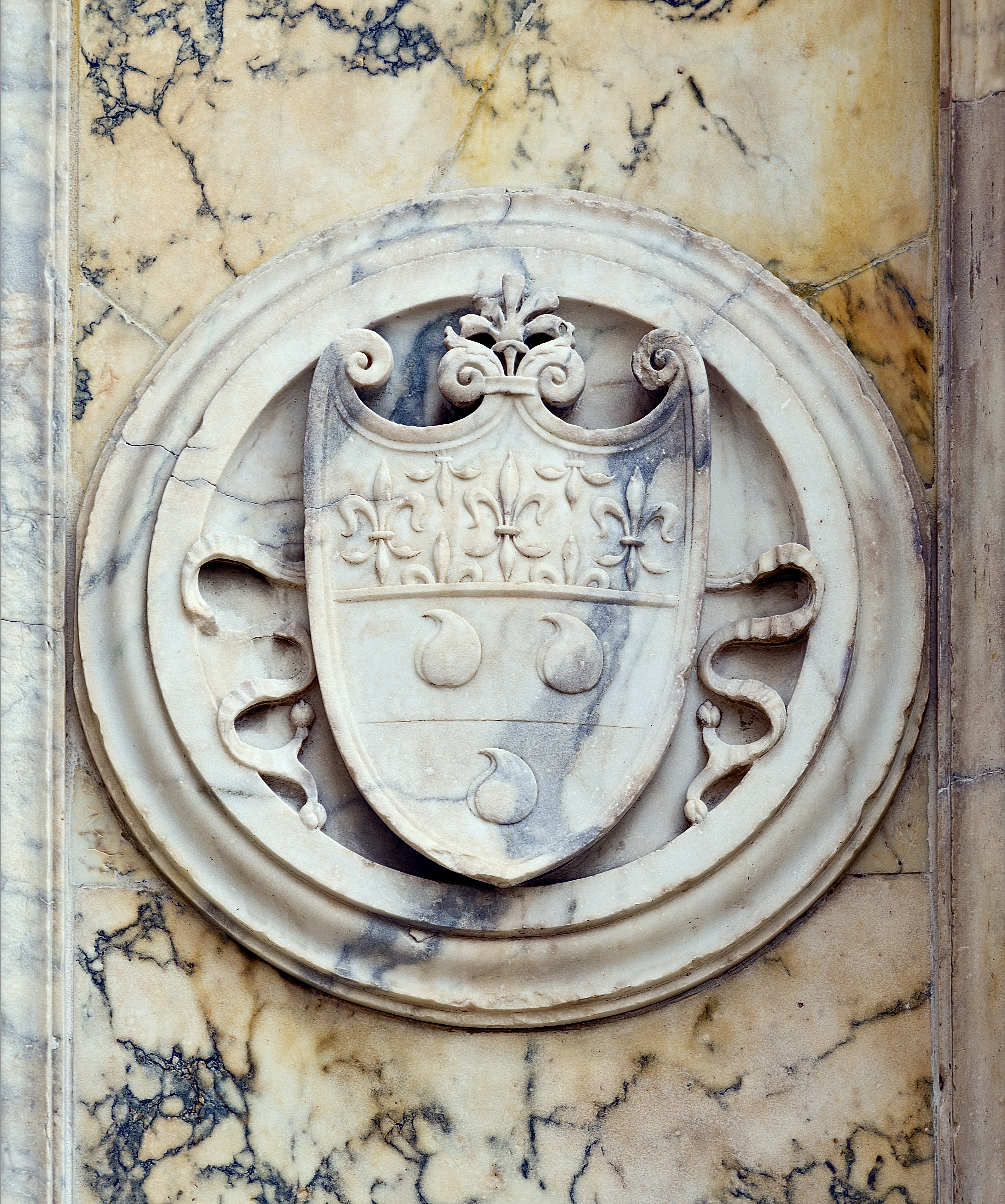
Escudo de la familia Colleoni.

De estirpe longobarda, hijo de Paolo y de Ricadonna Saiguini, pertenecía a la nobleza urbana, tal y como indicaba su escudo heráldico, que es de los del género parlante, esto es, del tipo que representa gráficamente el apellido. Se tienen noticias históricas de su familia desde la segunda mitad del siglo XI, con un tal Gisalbertus Attonis, hijo de Attone, perteneciente a la que sería esa gens nuova que comenzaba a imponerse sobre la declinante sociedad feudal.
Sus antepasados eran jueces y notarios, seguramente adscritos a la fe gibelina, durante todo el siglo XIII, aunque posteriormente su fidelidad política fue más incierta, oscilando entre una y otra facción según la propia conveniencia del momento. Este Gisalberto fue el primero al que se le conoció con el apelativo que será propio de la familia: Colione. Este personaje aparece ya establecido en una Bérgamo que, como todas las ciudades de la época, participaba en un movimiento sociopolítico que vio el prevalecimiento final de un nuevo tipo de sociedad, la burguesía, sobre la antigua sociedad feudal.
Algunos de sus apologistas, tras su muerte, trataron de darle al patronímico coglione un significado diferente al estrictamente literal (incluso en castellano), teorizando, con no poca fantasía, que pudiera ser una derivación mitológica del tipo cum lione o caput leonis, que por síntesis fonética habría derivado en Colleoni. Esta hipótesis se opone a todos los documentos oficiales en los que se usaba el término Coleus, que es tanto como decir Coglione.
Duos colionos albos in campo rubeo de supra et unum colionum rubeum in campo albo infra ipsum campum rubeum.

## Condottiero

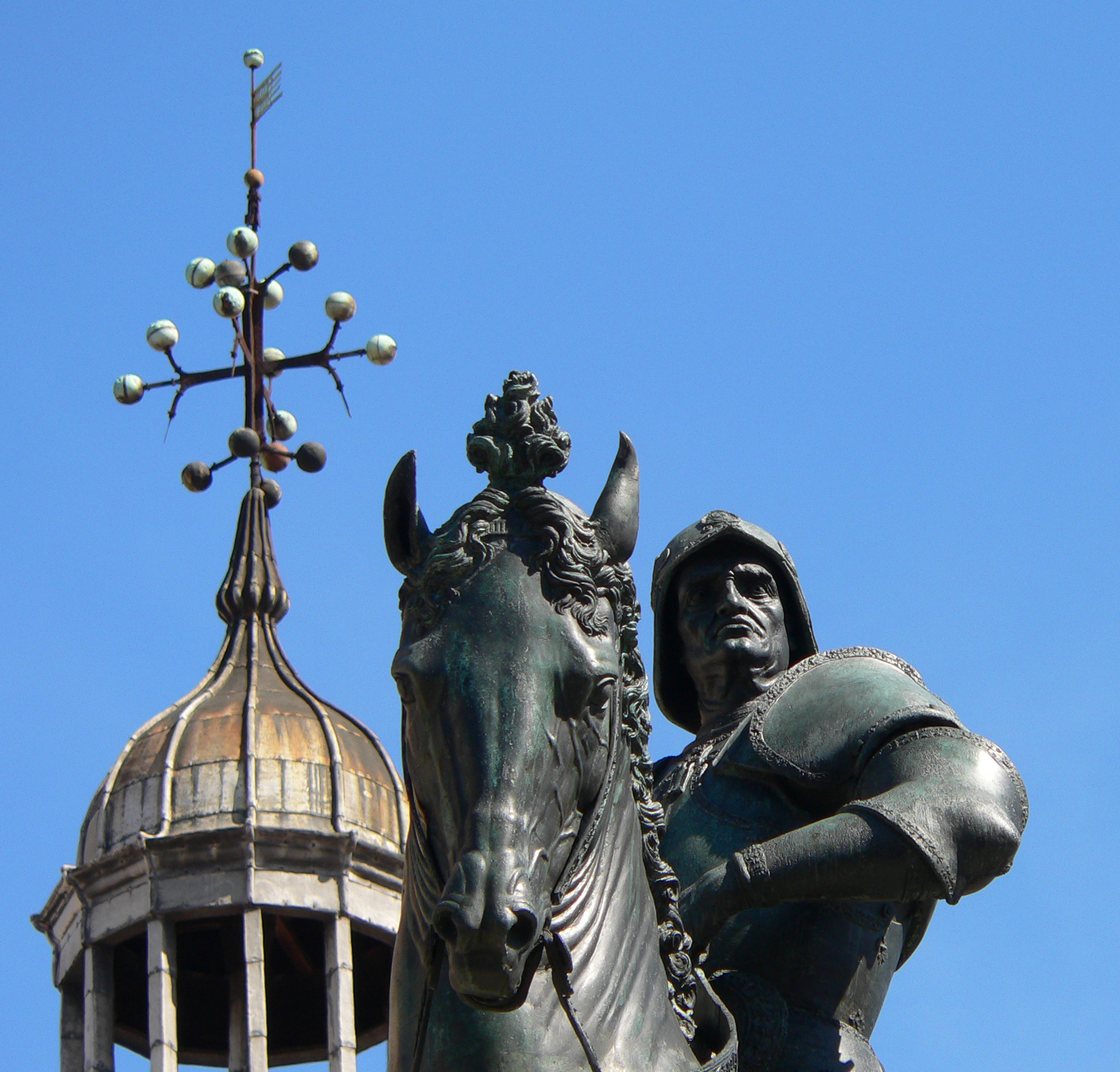
Detalle de la estatua de Bartolomeo Colleoni en Venecia

Su padre, Paolo, fue asesinado por su primo, Giovanni Colleoni, para arrebatarle su feudo de Trezzo sull'Adda. La madre fue encarcelada. El joven Bartolomeo fue puesto providencialmente a salvo por un preceptor y se refugió en las colinas durante un año, hasta que, liberada su madre, pudo reunirse con ella. Sin embargo, después fue detenido por Giorgio Benzone, señor de Crema, quien solo le liberó previo pago de un rescate. 
A la edad aproximada de 14 años ingresó como escudero al servicio de Filippo Arcelli, señor de Piacenza, a las órdenes del cual participó en sus primeros combates. Cuando Arcelli fue derrotado por Carmagnola, Colleoni abandonó Piacenza, atravesó los Apeninos y se dirigió hacia el sur, al reino de Nápoles, donde ingresó en la compañía mercenaria de Braccio da Montone. Este condotiero le asignó un puesto muy por debajo de sus cualidades, por lo cual Colleoni abandonó su servicio en cuanto pudo, pasando en 1424 a militar a las órdenes del barón napolitano Jacopo Caldora. 

Escudo de armas de Juana II de Nápoles.

Caldora dio a Colleoni el mando de veinte "lanzas", que poco después pasaron a ser 35. Se dice que por entonces fue amante de la reina Juana II de Nápoles. A las órdenes de Caldora combatió contra su antiguo jefe, Braccio da Montone, significándose en la batalla de L´Aquila, en 1424, en la que Braccio perdió la vida. Se distinguió también en el asedio a Bolonia de 1425. 
Los actos de guerra comenzaron a dar sus frutos, y su nombre se difundió por todo el norte de Italia. En 1429 pasó al servicio de Venecia, a las órdenes de Carmagnola. Se inició así una relación con la Serenísima, no exenta de altibajos, motivados por la búsqueda de Colleoni tanto de riqueza y honores como de reconocimiento de su propia capacidad bélica. 

### Venecia y Milán
Bajo el mando de Carmagnola, siempre al servicio de la Serenísima, participó activamente en la guerra entre Venecia y Milán, distinguiéndose en el ataque a Cremona, del 17 de octubre de 1431, durante el cual logró apoderarse de la fortaleza de San Luca, aunque debió abandonarla debido a la torpeza de Carmagnola. Venecia reconoció la valentía y el arrojo del Colleoni en el ataque a Cremona, concediéndole el feudo de Bottanuco. Fue el inicio de la consolidación del enorme patrimonio de Colleoni, pero también de un periodo de desilusiones e incomprensiones en la relación con la República. Sus méritos militares, indiscutibles, no fueron reconocidos como él hubiera querido.

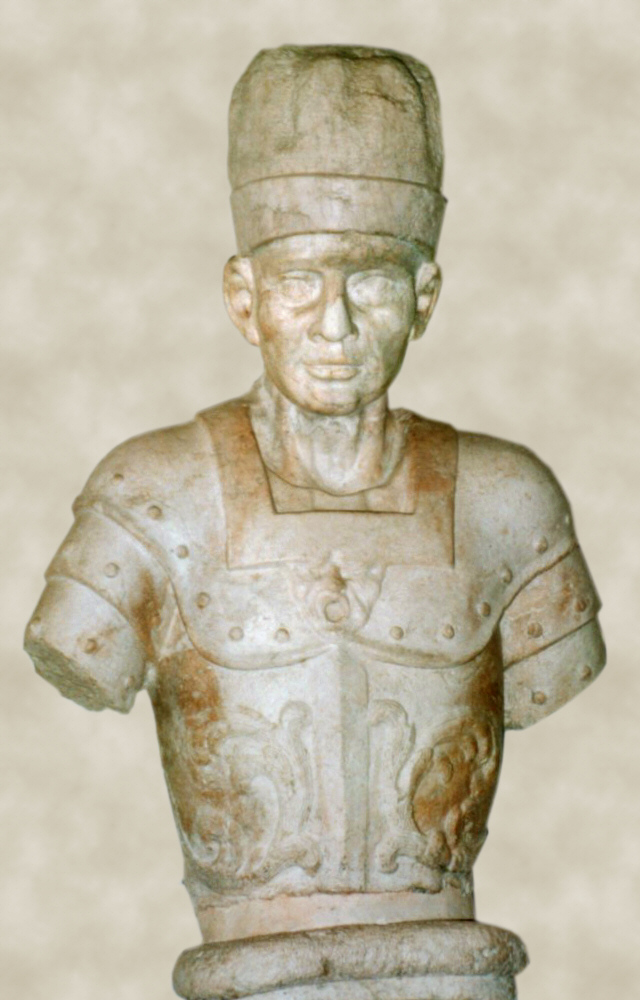
Bartolomeo Colleoni.

Tras la ejecución de Carmagnola, Colleoni continuó al servicio de Venecia, primero bajo las órdenes del marqués de Mantua, Juan de Gonzaga; y luego de Gattamelata. En 1432 participó en la batalla de Delebio, en la que la República fue derrotada por los viscontinos, dirigidos por Niccolo Piccinino. Bartolomeo fue uno de los pocos capitanes venecianos que pudieron evitar ser capturados. Su meritoria actuación en esta batalla le valió el mando de 400 "lanzas".
A la paz de Ferrara del año 1433 siguió un periodo de calma y de interrupción de su actividad bélica, que aprovechó para retirarse a sus posesiones de Bérgamo, donde se casó con Tisbe Martinengo, perteneciente a una de las familias más importantes de la nobleza bresciana. Era hija de uno de los comandantes del ejército veneciano. El matrimonio, que suponía una alianza de las dos familias, tuvo una gran relevancia ya que lo proyectó a un ámbito social, militar y geográfico más amplio y elevado. Los Martinengo eran una familia particularmente rica y poderosa, tanto política como militarmente, con numerosas posesiones en Brescia y en Valcamonica. Se ampliaba así su esfera de influencia y de intereses, así como su prestigio y la red de relaciones sociomilitares.
Tras este breve paréntesis se reanudaron las hostilidades entre Venecia y Milán. En 1437, y esta vez bajo el mando de Gianfranco Gonzaga, participó activamente en los episodios militares que se sucedieron. Todavía estaba jerárquicamente bajo el mando de otro, seguía siendo un segundón. Comandaba, eso sí, un cuerpo de trescientos lanceros, pero su responsabilidad seguía siendo limitada.

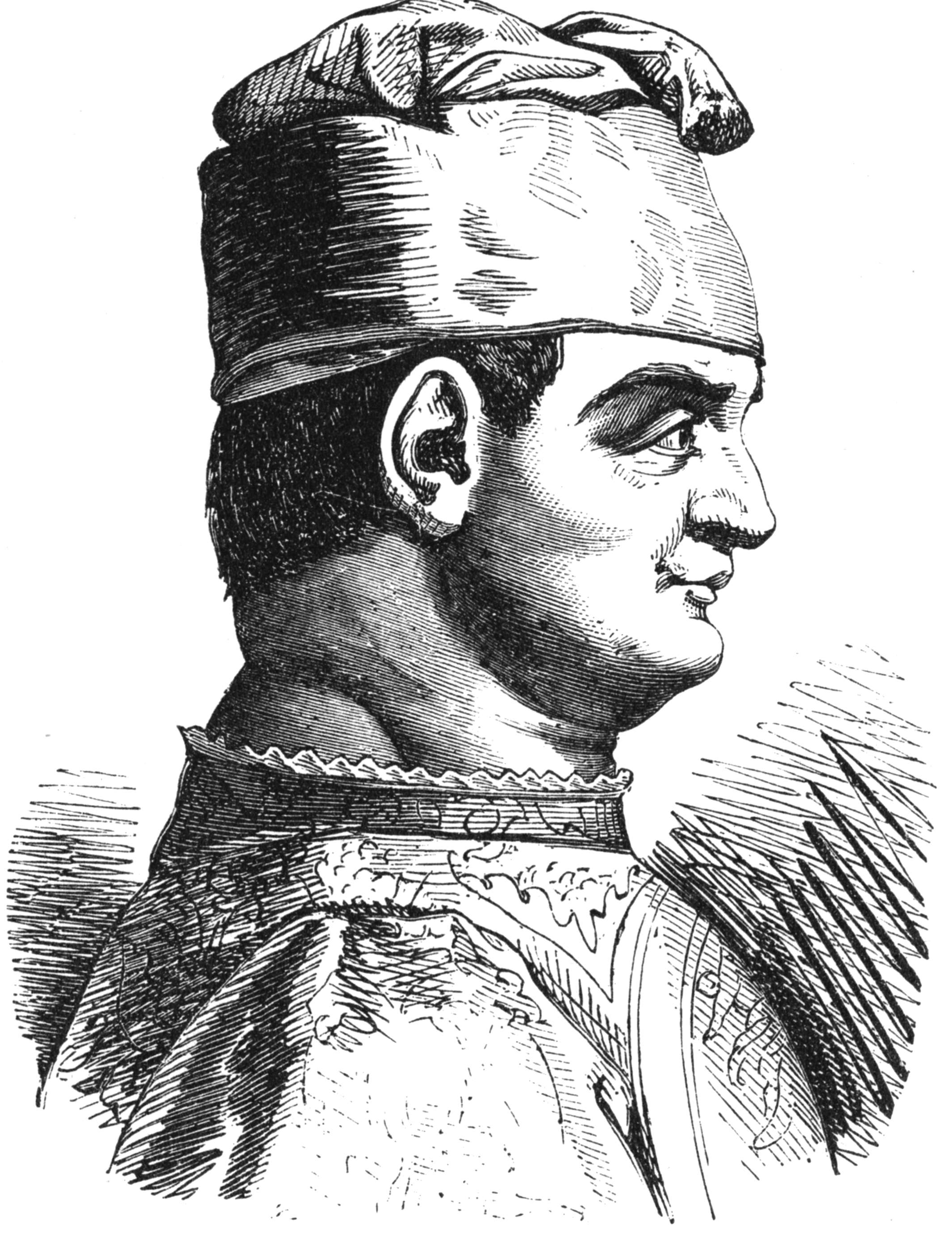
Filippo Maria Visconti.

En 1438 defendió valientemente la ciudad de Bérgamo del ataque de Niccolo Piccinino, capitán general de Filipo María Visconti, después de que su comandante Gonzaga se retirara, dejando el campo libre al viscontino. La retirada de Gonzaga tuvo carácter de derrota, tal y como se señaló en fuentes tanto milanesas como venecianas. La conducta de Gonzaga dejó perplejos a sus colaboradores, entre los que comenzó a surgir la sospecha de una traición.
También fue esta una ocasión perdida por Bartolomeo, ya que el nombramiento de nuevo gobernador del ejército veneciano recayó en la figura del Gattamelata. Gobernador, y no capitán general, ya que este cargo fue reservado por el Senado veneciano a Francesco Sforza.
Con la paz de Cavriana de 1441 las relaciones de Colleoni con Venecia entraron en crisis, y finalmente Colleoni pasó al servicio de Visconti, quien le ofreció un castillo en Milán, el mando de 1500 lanceros y la donación a su mujer, Tisbe, del castillo de Adorno. Sin embargo su relación al servicio de los milaneses fue intempestiva ya que su antiguo rival, el Piccinino le acusó de connivencia con el enemigo, y fue finalmente encarcelado durante un año en Monza.

### República Ambrosiana

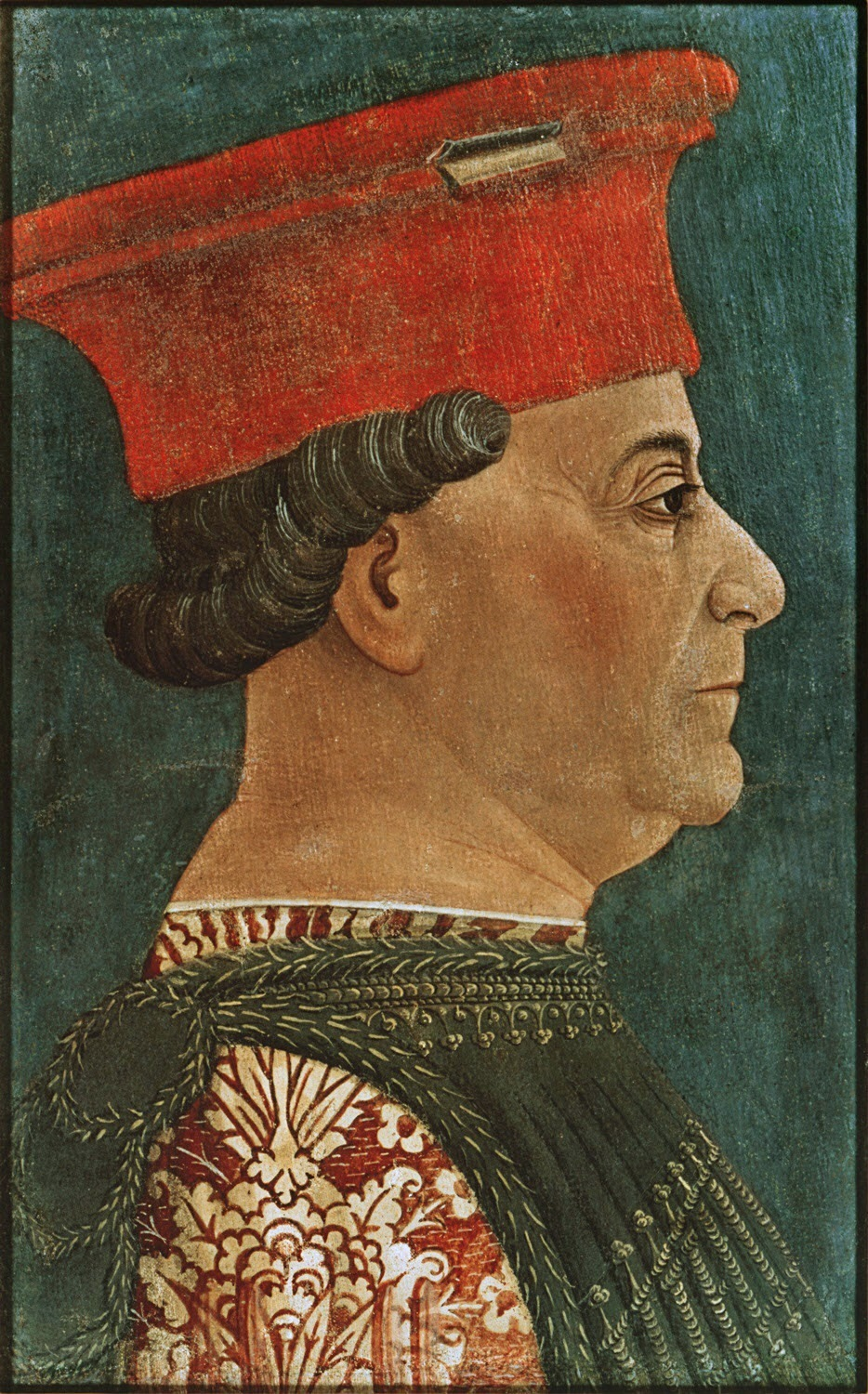
Francesco Sforza.

Tras la muerte en agosto de 1447 de Visconti, y después de salir de su enclaustramiento se dirigió a la recién creada República Ambrosiana, requerido por Francesco Sforza, que en aquel momento era el capitán general de dicha república.
En ese periodo Bartolomeo Colleoni desarrolló una acción militar de gran renombre durante el asedio al castillo de Bosco Marengo, en manos de las tropas francesas del duque de Orleans. Con una acción fulminante exterminó la caballería de Rinaldo de Dressey. Se contabilizaron 1.500 muertos y numerosísimos prisioneros, entre ellos el propio Rinaldo, por el que se pidió un rescate de 14.000 coronas. La batalla de Bosco Marengo le dio fama internacional, entrando a formar parte del elenco de los más grandes condottieros.

### Venecia
En 1448 pasó nuevamente al servicio de Venecia. En esta época se cubre de gloria, amasando una enorme fortuna. Sin embargo gracias a las conjuras de Gentile da Leonessa debe abandonar la ciudad precipitadamente, poniéndose al servicio de Francesco Sforza, que a la sazón se había convertido en señor de Milán. Sin embargo en 1453 pasó a engrosar nuevamente las filas venecianas.

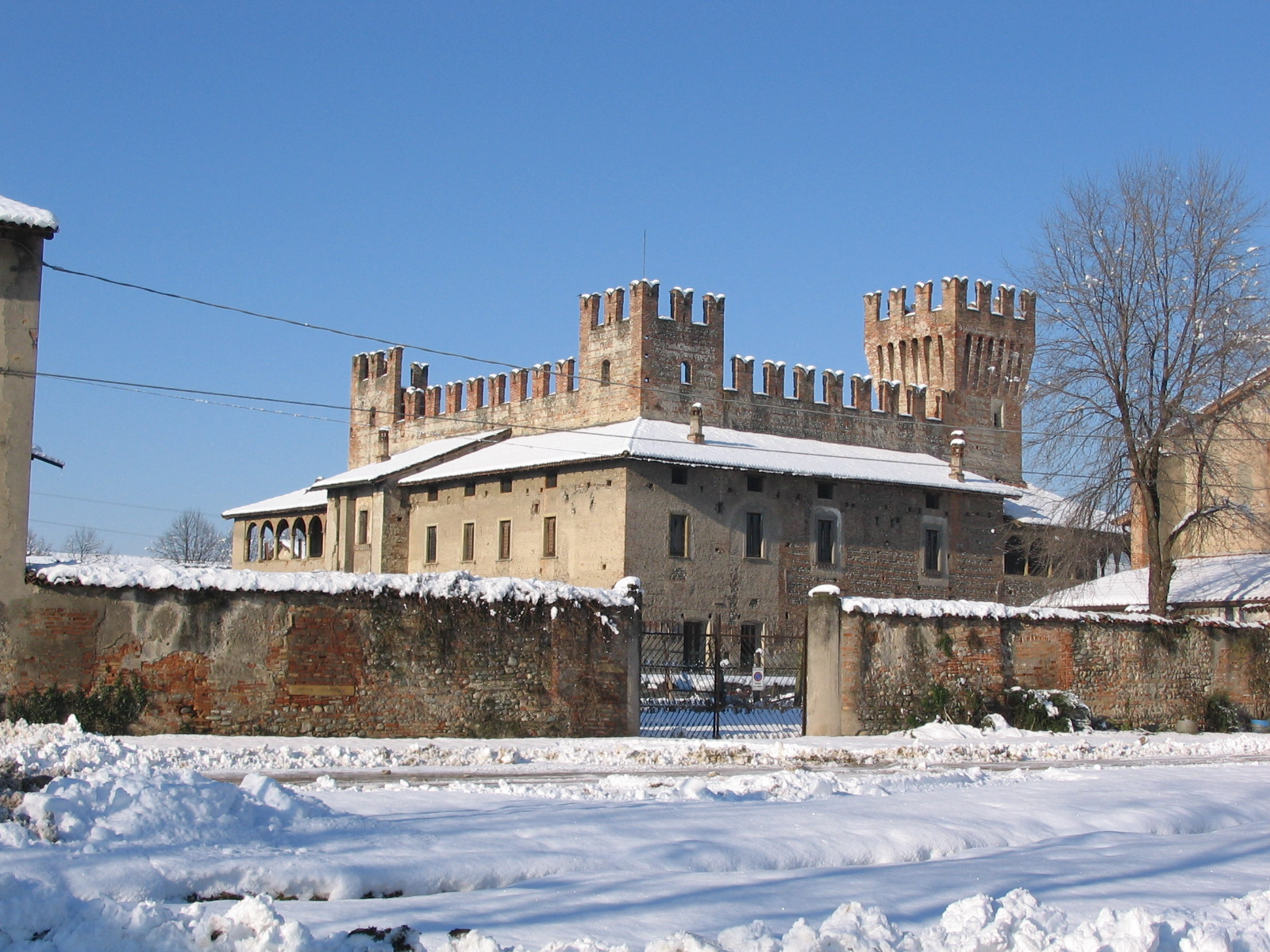
Castillo de Malpaga.

En 1467 participó en la batalla de la Riccardina, donde a pesar de no haber ni vencedores ni vencidos, la participación de Colleoni fue muy renombrada ya que, por primera vez hizo uso de la artillería, considerada en aquella época como contraria a la moral. Se ganó así la fama de bárbaro.
En 1472 Carlos el temerario, Duque de Borgoña pretendió adueñarse del Ducado de Milán, tratando de atraerse para esta causa el favor veneciano.

Mantuvo contactos con Colleoni, contactos que no llegaron a materializarse ya que la empresa fue abortada por diversos motivos antes de empezar.
En 1475, y una vez muerta su esposa y su hija predilecta Medea, Bartolomeo Colleoni entregó el bastón de mando y se retiró a sus posesiones.
Bartolomeo Colleoni d´Andegavia, como le gustaba ser llamado, murió en su Castillo de Malpaga el 2 de noviembre de 1475.

## Estatua
La relación de Colleoni con Venecia no estuvo exenta de altibajos. Consecuencia de esa tensión fue la cuestión del monumento ecuestre, que en principio debería haberse erigido en la plaza de San Marcos, según los deseos del propio Bartolomeo. Venecia, siempre atenta a evitar el culto a la personalidad de los condottieros, cumplió solo en parte ese deseo. De hecho el monumento, erigido a cargo de los herederos de Colleoni, se erigió en otra plaza, menos prestigiosa, pero que tenía también el topónimo de San Marco. El lugar elegido fue el campo de San Giovanni e Paolo, donde se encuentra la Scuola de San Marco.
Sin duda el escultor más afamado del siglo XV fue Donatello. Sus dos obras más famosas fueron el David y la estatua ecuestre del condottiero Gattamelata. Andrea del Verrocchio intentó emular a su maestro haciendo una reinterpretación de ambas obras. En 1479 fue llamado a Venecia para realizar el monumento ecuestre de Colleoni. Tras su muerte Alessandro Leopardo fue el encargado de fundir el caballo y de dar los últimos retoques a la obra.
A diferencia de la estatua del Gattamelata, marcada claramente por un movimiento pausado, unidireccional, Verrocchio se propuso realzar el dinamismo del representado. La cabeza del caballo se orienta hacia un lado mientras el jinete ladea la suya hacia el otro, con las piernas tensas, mostrando en el rostro una expresión de furia, de individualismo. Quizá la cabeza de Colleoni no posea la psicología que la del Gattamelata sí tiene, pero aquel supera en vitalidad al representado por Donatello. La figura del caballo sigue el modelo de los caballos de San Marcos y del de la estatua de Marco Aurelio.1

Las estatuas ecuestres de Gattamelata (izquierda) y Colleoni (derecha)
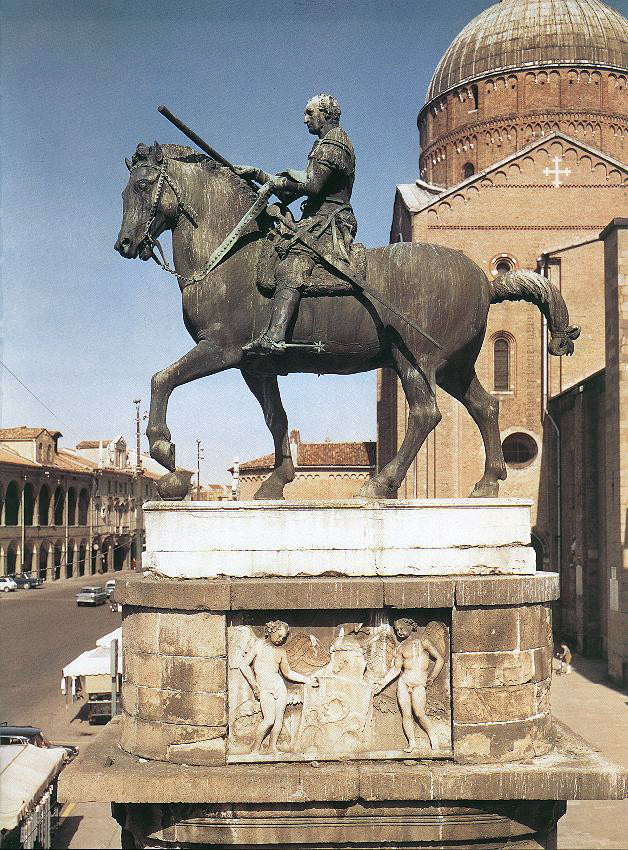
Gattamelata de Donatello
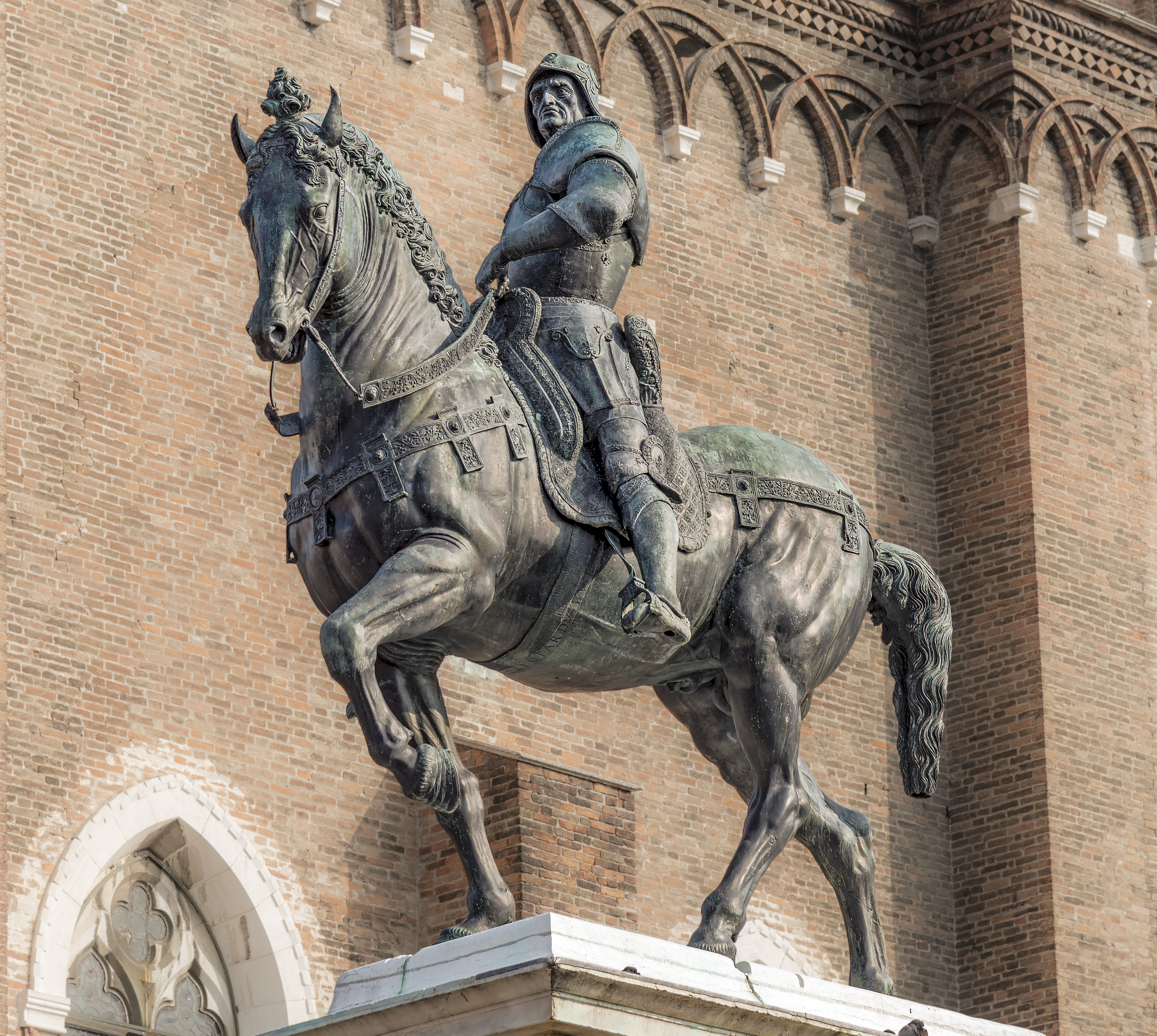
Bartolomeo Colleoni de Verrocchio